# Оксибромид неодима(III)
Оксибромид неодима(III) — неорганическое соединение
неодима, брома и кислорода
с формулой NdOBr,
кристаллы.

## Получение
- Разложение при нагревании кристаллогидрата бромида неодима(III):

{\displaystyle {\mathsf {NdBr_{3}\cdot xH_{2}O\ {\xrightarrow {450-800^{o}C}}\ NdOBr+2HBr+(x-1)H_{2}O}}}

## Физические свойства
Оксибромид неодима(III) образует кристаллы
тетрагональной сингонии,

параметры ячейки a = 0,4014 нм, c = 0,7556 нм, Z = 2.